# Cubavisión
Cubavisión es un canal de televisión pública de Cuba, principal canal de Televisión Cubana. Se encuentra por televisión terrestre con cobertura al nivel nacional. Tiene su propia señal internacional, denominada Cubavisión Internacional, y una señal hermana, denominada Cubavisión HD (anteriormente denominada Cubavisión Plus), que transmite por la TDT desde la mañana hasta la medianoche.

## Historia
Los orígenes de Cubavisión se remontan al 18 de diciembre de 1950, cuando se realizan las primeras transmisiones de CMQ TV  desde el edificio Radio Centro. Fue fundado por Goar Mestre. Este canal comercial de televisión inició sus transmisiones regulares el 21 de marzo de 1951. 
En 1959, debido a la Revolución Cubana, CMQ-TV fue expropiado por el Estado. Posteriormente, el 27 de febrero de 1961, al desaparecer la publicidad comercial de los medios cubanos, el Estado cubano asume el financiamiento de los canales de televisión. El 2 de noviembre de ese mismo año salió al aire la primera emisión del Noticiero Nacional de Televisión.
En 1967, nacen los primeros Telecentros (centrales regionales de televisión) y se introduce el uso de la videocinta. En 1971, Cubavisión inició sus transmisiones en color, y en los años siguientes comenzó a desarrollar las transmisiones satelitales, sumado al nacimiento de Cubavisión Internacional en 1986. En diciembre de 2018 comenzó sus transmisiones en HD como Cubavisión+, posteriormente renombrado como Cubavisión HD.En 2022 o 2023 Cubavisión HD Comienza a utilizar el logo de Cubavisión y se encarga de transmitir casi toda la programación de Cubavisión.

## Programación
La programación del canal es variada, en la jornada matutina aparecen programas de diferentes cortes como la revista informativa "Buenos Dias" que sale al aire entre las 06:30 y las 09:00 a. m., también otros espacios que por lo general son retransmitidos, al mediodía un programa de corte promocional y el NTV a la 1:00 p. m., entre las 2:00 y las 6:30 p. m. llegan programas cinematógraficos, musicales y un bloque destinado a la programación infantil.
Para cerrar la tarde programas informativos como "Noticiero Cultural", "Mesa Redonda" y "NTV Emisión Estelar".
Ya en la noche llegan los espacios humorísticos, seriales, telenovelas extranjeras y nacionales, así como cinematográficos destinado al público adulto.
Vivir del Cuento es uno de los programas más esperado por los televidentes cubanos[En verano todos los Lunes]
Esta es una lista de las producciones nacionales que se emitieron o se siguen emitiendo en el canal.
- Bajo el mismo sol, Añorado encuentro, ¡Oh, La Habana! , Doble juego, La cara oculta de la luna, Salir de Noche, Si me pudieras querer, El balcón de los helechos, A pesar de todo, Al compás del son, Tierra Brava, Diana, Aquí estamos, Santa María del Porvenir